# Vélodrome André-Pétrieux
Vélodrome André-Pétrieux (omtalt Velodromen i Roubaix) er en 500 meter lang udendørs cykelbane, beliggende i Roubaix i det franske departement Nord. Banen blev indviet i 1936, og siden 1943 har det klassiske cykelløb Paris-Roubaix haft mål her.